# Istruzione in Svizzera
L'istruzione in Svizzera può essere suddivisa in tre livelli: primario, secondario e terziario.
Come preparazione al livello primario, si distingue il grado preprimario. Il grado secondario è suddiviso ulteriormente in due parti, di cui la prima obbligatoria e la seconda no.

## Istruzione prescolastica
Il grado preprimario non è generalmente obbligatorio ma prepara i bambini alla scuola dell'obbligo ed è un diritto di cui godono i bambini in tutti i cantoni che lo propongono.
In canton Ticino, il grado preprimario è obbligatorio per due anni, ma la maggior parte dei bambini frequenta un anno facoltativo a partire dall'età di 3 anni.
| Cantone                   | Durata (anni)              | Età                        |
| ------------------------- | -------------------------- | -------------------------- |
| Canton Berna              | 2                          | 4-5; 5-6                   |
| Canton Friburgo           | 1                          | 5-6                        |
| Canton Ginevra            | 2                          | 4-5; 5-6                   |
| Canton Giura              | 2                          | 4-5; 5-6                   |
| Canton Neuchâtel          | 2                          | 4-5; 5-6                   |
| Canton Ticino             | 3                          | 3-4; 4-5; 5-6              |
| Vallese                   | 2                          | 4-5; 5-6                   |
| Canton Vaud               | 2                          | 4-5; 5-6                   |
| Cantoni svizzeri tedeschi | Sistemi scolastici diversi | Sistemi scolastici diversi |

## Istruzione primaria e secondaria
La scuola obbligatoria costituisce la base del sistema scolastico svizzero e dura generalmente undici anni. È ripartita tra istruzione primaria (scuola elementare) e il primo grado dell'istruzione secondaria (scuola media).

### Istruzione primaria
Nella maggior parte dei cantoni, il grado primario dura 6 anni.
Nel canton Ticino il grado primario dura 5 anni.

### Istruzione secondaria

#### Primo grado
Al grado primario segue il grado secondario I, generalmente per una durata di 3 anni.
Nel Canton Ticino, il grado secondario I dura 4 anni.

##### Materie nelle scuole medie del Canton Ticino
- Italiano
- Francese (facoltativo a partire dal III anno)
- Tedesco (a partire dal II anno; Corsi Attitudinali/Base partire dal III anno)
- Inglese (a partire dal III anno)
- Storia
- Geografia
- Matematica (Corsi Attitudinali/Base a partire dal III anno)
- Scienze
- Educazione Fisica
- Educazione Musicale (opzionale a partire dal IV anno)
- Educazione Visiva (opzionale a partire dal IV anno)
- Alfabetizzazione informatica (durante il I anno)
- Istruzione religiosa (facoltativa)
- Latino (facoltativo e solo a partire dal III anno)
- Arti plastiche (solo fino al II anno)

Nel Canton Ticino, a partire dal 3º anno, i corsi di matematica e tedesco vengono divisi in due corsi, quelli Attitudinali (corsi A), dove si persegue un insegnamento di livello superiore, e i corsi Base (corsi B) dove invece sono trattate nozioni più basilari.. Alla fine della 2ª media chi ha un voto maggiore o uguale al 4,5 (su 6) in tedesco e matematica accede ai corsi Attitudinali (chiamati semplicemente corsi A); se non si rientra in questi requisiti, allora si accede ai corsi Base (corsi B).

#### Secondo grado
In seguito, i giovani seguono la formazione post-obbligatoria, che prevede due indirizzi (sistema duale): la formazione professionale (apprendistato) e la maturità di scuola media superiore (liceo e scuola di commercio). Dopo la scuola dell'obbligo, il 60 per cento circa degli adolescenti sceglie la via dell'apprendistato, che può durare fino a quattro anni. La scelta comprende oltre trecento professioni. Le più gettonate sono l'impiegato di commercio, la venditrice, l'assistente di studio, il cuoco e l'elettricista. Le scuole medie superiori preparano invece allo studio in un'università.
Il grado secondario II costituisce la prima fase della scolarità post-obbligatoria. Comprende tutti i programmi di formazione professionale e di formazione generale.
Il governo svizzero e i cantoni hanno deciso, nel 1995, di riformare la maturità ginnasiale. La nuova regolamentazione prevede un solo tipo di maturità, una riduzione del numero di materie di studio e di esame e una tesina di maturità. Tali riforme devono essere concretizzate da qui al 2003. Già nel 1993, con l'introduzione della maturità professionale, il governo e i cantoni hanno espresso la loro volontà di migliorare le condizioni generali della formazione professionale. La maturità professionale è basata sulla pratica e deve permettere ai diplomati di avviare gli studi in un'alta scuola specializzata. Attualmente esistono cinque maturità professionali diverse: tecnica, commerciale, artigianale, artistica e tecnico-agricola.

##### Scuola di maturità o Liceo
In Svizzera le scuole di maturità sono le scuole di post-obbligo di secondo livello che preparano alla maturità. Queste scuole sono chiamate liceo, collège, o ginnasio a seconda del nome scelto da ogni cantone. Il programma di formazione va da 3 a 5 anni a seconda del Cantone. Generalmente il programma prevede corsi di base, più opzioni speciali e opzioni aggiuntive. L'attenzione specifica opzione definito sul quale è l'interesse principale, l'opzione aggiuntiva è scelto per la sua fine del corso. Per gli studi di Chevron, gli studenti devono preparare un lavoro di maturità. Il successo della formazione permette di ottenere un diploma di maturità.
Per l'ammissione al liceo è necessario possedere un livello elevato di preparazione in alcune materie, in caso contrario è necessario sostenere un esame d'ammissione.

###### Materie del liceo
- Arti visive
- Biologia
- Chimica
- Educazione fisica
- Economia e diritto
- Filosofia
- Fisica
- Francese
- Geografia
- Inglese
- Italiano
- Latino
- Greco antico
- Matematica
- Musica
- Psicologia
- Storia
- Storia dell'Arte
- Tedesco

##### Scuola di commercio
Una scuola di commercio, detta anche scuola commerciale o scuola di economia e commercio, è un istituto di istruzione superiore specializzato in affari e in gestione. In Svizzera, il termine si riferisce anche alle scuole di istruzione secondaria per la preparazione al diploma in economia, equivalente del certificato federale.

###### Materie della scuola di commercio
- Italiano
- Francese
- Tedesco
- Inglese
- Economia aziendale
- Diritto
- Economia politica
- Storia ed educazione civica
- Geografia
- Progetto interdisciplinare
- Area di sperimentazione
- Matematica
- Contabilità
- Scienze naturali
- Educazione fisica

###### Materie opzionali
- Comunicazione
- Francese
- Matematica applicata all'economia
- Insegnamento religioso

##### Scuola di cultura generale (École de culture générale)
È una scuola post-obbligo di istruzione secondaria superiore la quale permette di ottenere il diploma di cultura generale. Questo diploma consente l'accesso a determinate facoltà universitarie. Può essere integrato da un maturo specializzato di accedere a una scuola universitaria professionale corrispondente al corso di studi prescelto. A seconda del Cantone, ci sono quattro o cinque corsi di studio. Questo tipo di scuola è diffuso solo nei cantoni di Ginevra, Friburgo e Vallese, e nel cantone Vaud è integrato con la scuola di maturità e la scuola di commercio.
- Corsi nel Cantone di Ginevra:
  - socio-educativo
  - salute
  - artistico
  - comunicazione
- Corsi nel Cantone di Vaud:
  - sociopedagogico (sociale e pedagogico)
  - salute
  - artistico (musica o arti visive)
  - socio-educativo
  - economia e commercio

##### Formazione professionale
La formazione professionale, meglio conosciuta con il termine apprendistato, è un'istruzione post-obbligatoria di livello secondario che permette di ottenere un attestato federale. Si svolge sia la scuola professionale o in modalità duale (nella scuola professionale e aziendale. La formazione può essere completata da una maturità professionale che può essere conseguito al termine di apprendimento stesso o compilando un apprendistato con un anno di corsi aggiuntivi.
Dall'entrata in vigore della nuova legge sulla formazione professionale, vi è un apprendimento richiesto di due anni di formazione professionale che permette di ottenere un attestato federale dopo due anni. Questo certificato anche se meno esteso di quello di apprendistato permette la ricerca di lavoro o il proseguimento della formazione normale dal secondo anno di formazione.

## Istruzione superiore
L'insegnamento superiore è chiamato anche grado terziario di educazione. L'offerta di formazione a tale livello in Svizzera è molto importante. Si divide principalmente in due campi, quello delle alte scuole e quello della formazione professionale superiore.
Il settore delle alte scuole comprende le alte scuole universitarie (università cantonali e Scuole politecniche federali) e le alte scuole di specializzazione. Il settore della formazione professionale superiore è costituito da tutte le altre formazioni di grado terziario. Si divide tra le scuole superiori specializzate, comprese le scuole tecniche, gli esami professionali e gli esami professionali superiori. La formazione professionale superiore si caratterizza per un'offerta ampia e diversificata da parte di istituzioni private.
| Tipologia     | Istituzione                                                      | Abbreviazione |                                       | 2021 (20/21) |
| ------------- | ---------------------------------------------------------------- | ------------- | ------------------------------------- | ------------ |
| Università    | Università di Basilea                                            |               | Basilea                               | 13.624       |
| Università    | Università di Berna                                              |               | Berna                                 | 18.216       |
| Università    | Università di Friburgo                                           |               | Friburgo                              | 10.581       |
| Università    | Università di Ginevra                                            |               | Ginevra                               | 18.772       |
| Università    | Università di Losanna                                            |               | Losanna                               | 16.908       |
| Politecnico   | Scuola politecnica federale di Losanna                           | EPFL          | Losanna                               | 11.572       |
| Università    | Università di Lucerna                                            |               | Lucerna                               | 3.206        |
| Università    | Università di Neuchâtel                                          |               | Neuchâtel                             | 4.381        |
| Università    | Università di San Gallo                                          |               | San Gallo                             | 9.513        |
| Università    | Università di Zurigo                                             |               | Zurigo                                | 28.502       |
| Politecnico   | Politecnico federale di Zurigo                                   | ETH           | Zurigo                                | 22.903       |
| Università    | USI Università della Svizzera italiana                           | USI           | Ticino - Lugano, Mendrisio            | 3.348        |
| Professionale | SUPSI Scuola universitaria professionale della Svizzera italiana | SUPSI         | Svizzera italiana - Lugano, Mendrisio | 5.789        |

## Competenze nel campo della formazione
Nello spirito del «federalismo cooperativo», la Confederazione e i cantoni si ripartiscono le competenze nel campo dell'insegnamento. In linea generale, i 26 cantoni e i semi-cantoni godono di grande autonomia. Questa varia tuttavia a seconda del tipo di istituzione e del livello di studi all'interno del sistema svizzero di educazione.
Al livello del preprimario (scuola d'infanzia) e a quello della scuola obbligatoria (grado primario + grado secondario I), i cantoni sono gli unici responsabili. La Confederazione tuttavia vigila affinché sia rispettato il diritto a un insegnamento primario che risponda a determinate esigenze di qualità e al principio di gratuità.
Al grado secondario II, la Confederazione ha la responsabilità della formazione professionale. Il riconoscimento degli attestati è federale: attestato federale di capacità e maturità professionale.
L'insegnamento generale del grado secondario II, in particolare i ginnasi, è sotto la responsabilità dei cantoni. Gli esami di maturità che segnano la fine degli studi ginnasiali sono du ressort dei cantoni. Le maturità ginnasiali sono riconosciute o meno dalla Confederazione, quindi ancor meno dalle nazioni estere. Gli attestati testimoniano così che i loro possessori hanno forse le conoscenze e le attitudini generali necessarie per intraprendere degli studi universitari esclusivamente in università svizzere. Alcune scuole private, non riconosciute dalla Confederazione, preparano direttamente all'esame svizzero di maturità, a costi esorbitanti e senza nessuna garanzia di ammissione all'esame.
Al livello dell'insegnamento superiore o del grado terziario dell'educazione, le competenze sono condivise. Secondo la nuova Costituzione (1999), la Confederazione legifera sulla formazione professionale superiore. Ha quindi la responsabilità della formazione professionale superiore e delle alte scuole di specializzazione. Inoltre, le due scuole politecniche danno risalto al proprio settore di competenza, in particolare l'incoraggiamento della ricerca. I cantoni hanno la responsabilità della loro università, nel numero di dieci. Queste sono finanziariamente sostenute dalla Confederazione attraverso le tasse ai contribuenti, ma riservate ad un numero ridotto di studenti indigeni, preferendo quelli stranieri per via delle maggiori tasse di frequentazione che questi devono pagare.

## Settore delle Scuole Politecniche Federali
Il settore delle Scuole Politecniche Federali (in francese: Domaine des Écoles polytechniques fédérales; in tedesco: ETH-Bereich; in inglese: Domain of the Swiss Federal Institutes of Technology) è un soggetto giuridico che comprende sei sedi operative nelle quali operano 21.000 collaboratori e studiano circa 30.000 fra studenti e dottorandi. Ad esso appartengono il Politecnico di Losanna e il Politecnico di Zurigo.
Il Settore dell'EPF è dotato di un budget annuo pari a circa due miliardi di franchi svizzeri. È diretto dal Consiglio delle Scuole Politecniche Svizzere, che è composto da 11 membri nominati dal Consiglio federale per un periodo di quattro di anni. Esso ripartisce le risorse allocate nel budget federale fra le sei istituzioni aderenti, stabilisce un indirizzo strategico comune ed esercita la funzione di supervisione e controllo del raggiungimento degli obiettivi strategici concordati, producendo una relazione annuale e una sintesi quadriennale.
Inoltre, il Settore dell'EPF dispone di un Comitato per i Ricorsi Interni, che è un organismo per la composizione bonaria delle liti, davanti al quale possono essere presentate le istanze contro le decisioni assunte dagli organismi direttivi dei sei siti membri del Dominio dell'EPF.

Le decisioni del settore dell'EPF e del Comitato per i Ricorsi Interni possono in generale essere impugnate presso il Tribunale Amministrativo Federale. Tuttavia, a decorrere dal 1º gennaio 2007 è stata esclusa la facoltà di adire azione legali in tema di personale e di decisioni della Commissione dei Ricorsi Interni.